# San Giovanni della Pigna (diaconia)
San Giovanni della Pigna (in latino: Diaconia Sancti Ioannis a Pinea) è una diaconia istituita da papa Giovanni Paolo II il 3 maggio 1985.
Ne è titolare il cardinale Raffaele Farina, già presidente della Pontificia commissione referente sull'Istituto per le opere di religione, nonché archivista emerito dell'Archivio Segreto Vaticano e bibliotecario emerito della Biblioteca Apostolica Vaticana.
Il titolo cardinalizio insiste sulla chiesa omonima nel rione Pigna.

## Titolari
- Francis Arinze (25 maggio 1985 - 29 gennaio 1996); titolo pro illa vice (29 gennaio 1996 - 25 aprile 2005 nominato cardinale vescovo di Velletri-Segni)
- Raffaele Farina (24 novembre 2007 - 19 maggio 2018); titolo pro hac vice dal 19 maggio 2018